# Phi vụ thế kỷ
Phi vụ thế kỷ (tựa tiếng Anh: Now You See Me) là một bộ phim hành động ly kỳ về đề tài tội phạm của Mỹ phát hành năm 2013 do Louis Leterrier làm đạo diễn. Các diễn viên chính trong phim bao gồm Jesse Eisenberg, Mark Ruffalo, Woody Harrelson, Mélanie Laurent, Isla Fisher, Dave Franco, Michael Kelly, Common và hai diễn viên gạo cội của Anh và Mỹ: Michael Caine và Morgan Freeman. Cốt truyện theo sau một đặc vụ FBI và một thám tử Interpol, những người theo dõi và cố gắng đưa ra công lý một nhóm ảo thuật gia, những người thực hiện các vụ trộm và cướp ngân hàng trong các buổi biểu diễn của họ và thưởng tiền cho khán giả của họ.
Bộ phim được công chiếu lần đầu tại Thành phố New York vào ngày 21 tháng 5 năm 2013 trước khi phát hành chính thức tại Hoa Kỳ vào ngày 31 tháng 5 năm 2013, bởi Summit Entertainment. Bộ phim nhận được nhiều đánh giá trái chiều với những lời chỉ trích tập trung vào phần kết, nhưng đã trở thành một thành công phòng vé, thu về 351,7 triệu đô la trên toàn thế giới so với kinh phí 75 triệu đô la. Bộ phim đã giành được Giải thưởng People's Choice cho Phim ly kỳ được yêu thích nhất và cũng nhận được đề cử cho Giải Empire cho Phim ly kì hay nhất và Giải Saturn cho Phim ly kỳ hay nhất và Âm nhạc hay nhất.
Phần tiếp theo, Now You See Me 2, được phát hành vào ngày 10 tháng 6 năm 2016.

## Nội dung
Bốn nhà ảo thuật đường phố tài năng J. Daniel "Danny" Atlas, Merritt McKinney, Henley Reeves, và Jack Wilder — đến với nhau nhờ một vị ân nhân bí ẩn, và một năm sau đó, họ biểu diễn cùng nhau ở Las Vegas, lấy tên nhóm là The Four Horsemen (Bộ tứ kỵ sĩ). Buổi biểu diễn của họ được ông trùm bảo hiểm Arthur Tressler tài trợ. Buổi biểu diễn đầu tiên, họ tuyên bố sẽ cướp ngân hàng, và mời một khán giả tên là Étienne Forcier, người sở hữu tài khoản tại Ngân hàng Crédit Républicain de Paris, thực hiện. Forcier được "di chuyển tức thời" tới ngân hàng của mình ở Paris, ở đó ông kích hoạt một ống dẫn bằng đường không để chuyển toàn bộ số tiền và mang tới cho đám đông ở Las Vegas xem. Khi phát hiện ra tiền thật sự đã bị đánh cắp khỏi két ngân hàng, đặc vụ FBI Dylan Rhodes được gọi đến để điều tra vụ trộm và được cộng tác cùng đặc vụ Interpol Alma Dray. Họ bắt được The Horsemen nhưng buộc phải trả tự do cho nhóm do thiếu bằng chứng.
Dylan gặp Thaddeus Bradley, một cựu ảo thuật gia chuyên lý giải bí mật đằng sau các trò ảo thuật của các ảo thuật gia khác. Thaddeus là một trong những khán giả có mặt hôm đó và suy luận rằng chính The Horsemen đã thực hiện vụ cướp tiền vài tuần trước, thay tiền thật bằng tiền giả in trên giấy nitrocellulose, trong khi tiền thật được mang tới Vegas để trình diễn thì tiền giả đã bị đốt. Cả ba người tới tham dự buổi biểu diễn tiếp theo của nhóm tại New Orleans, tại đây nhóm đã cướp hàng triệu đô-la từ tài khoản ngân hàng của Tressler và phân phát tiền cho các khán giả, những người đã bị công ty của Tressler từ chối chi trả tiền bảo hiểm. Dylan tìm cách bắt The Four Horsemen, nhưng họ trốn thoát được. Tressler lúc bấy giờ đang tức giận liền thuê Thaddeus tìm hiểu và làm bẽ mặt nhóm The Horsemen trong buổi biểu diễn tiếp theo của họ. Trong khi đó, Dray điều tra nhóm ảo thuật này và gợi ý với Dylan rằng họ có thể có liên hệ với một hội các nhà ảo thuật bí mật có tên "The Eye". Một trong số những thành viên của hội này, Lionel Shrike, đã qua đời từ nhiều thập niên trước, khi Thaddeus tìm ra bí mật đằng sau các trò ảo thuật của ông và Shrike đã cố trình diễn một trò nguy hiểm để gây dựng lại sự nghiệp. Dray tin rằng còn có một Horseman thứ năm đang hỗ trợ nhóm từ đằng sau.
Trong khi chuẩn bị cho buổi biểu diễn ở New York, The Horsemen tìm cách trốn tránh lực lượng cảnh sát, nhưng xe ô tô của Jack bị đâm và phát nổ. Những thành viên còn lại của The Horsemen thề sẽ vẫn tiếp tục và hoàn tất buổi biểu diễn cuối cùng của họ, ăn cắp một cái két sắt khác cũng do công ty trước đây làm cái két mà Shrike chết trong đó, sản xuất. Trong buổi biểu diễn cuối cùng ở 5 Pointz, các thành viên trong nhóm đã biến mất trong không khí và biến thành một cơn mưa tiền trước đám đông. Sau đó người ta phát hiện ra rằng đây chỉ là tiền giả còn tiền thật được tìm thấy ở đằng sau xe của Thaddeus và ông ta bị bắt, người ta cho rằng ông chính là thành viên Horsemen thứ năm. Dylan tới thăm Thaddeus trong trại giam, tại đó ông giải thích rằng cái két không thể bị cướp trừ phi Jack còn sống. Thaddeus cho rằng thành viên Horseman thứ năm hẳn phải là người của cảnh sát và bất ngờ phát hiện ra rằng đó chính là Dylan khi người đặc vụ này biến mất khỏi căn phòng giam bị khóa rồi lại xuất hiện ở bên ngoài. Dylan vui sướng nói với Thaddeus rằng anh muốn ông phải ở tù cho tới hết đời rồi bỏ đi. Giờ đây Jack quay lại với The Horsemen, cái chết của anh thực ra chỉ là một phần của trò ảo thuật. Dylan tới và nói rằng anh chính là vị ân nhân bí ẩn kia của nhóm và chào mừng họ tới hội The Eye.
Tại cây cầu Pont des Arts ở Pháp, Dylan tới gặp Dray và cho cô biết anh chính là con trai của Lionel Shrike. Anh đã lên kế hoạch cho The Four Horsemen để trả thù cho bố: Thaddeus, kẻ đã làm bẽ mặt bố anh; Công ty Crédit Républicain de Paris và công ty của Tressler, những kẻ đã từ chối trả tiền bảo hiểm sau cái chết của bố anh; và Elkhorn, công ty đã sản xuất cái két không đạt chuẩn khiến bố anh thất bại khi làm ảo thuật. Dray quyết định sẽ không giao Dylan cho cảnh sát. Cô lấy cái ổ khóa và chìa khóa của Dylan, khóa ổ khóa vào một tấm hàng rào xích và ném chìa khóa xuống dòng sông Seine.

## Diễn viên
- Jesse Eisenberg trong vai J. Daniel "Danny" Atlas (The Lover), nhà ảo thuật đường phố, đứng đầu nhóm Bộ tứ kỵ sĩ.
- Mark Ruffalo trong vai Dylan Rhodes, đặc vụ FBI.
- Woody Harrelson trong vai Merritt McKinney (The Hermit), thành viên lớn tuổi nhất của nhóm Bộ tứ kỵ sĩ.
- Isla Fisher trong vai Henley Reeves (The High Priestess), nhà ảo thuật đường phố, một thành viên của Bộ tứ kỵ sĩ.
- Dave Franco trong vai Jack Wilder (Death), nhà ảo thuật đường phố, một thành viên của Bộ tứ kỵ sĩ.
- Mélanie Laurent trong vai Alma Dray, đặc vụ Interpol, người hợp tác với Dylan Rhodes để điều tra vụ cướp ngân hàng.
- Morgan Freeman trong vai Thaddeus Bradley, một cựu ảo thuật gia chuyên hé lộ bí mật của các trò ảo thuật.
- Michael Caine trong vai Arthur Tressler, trùm tư bản bảo hiểm và là nhà tài trợ cho Bộ tứ kỵ sĩ.
- Michael Kelly trong vai Đặc vụ Fuller
- Common trong vai Đặc vụ Evans, người giám sát của Rhodes tại FBI.
- José Garcia trong vai Étienne Forcier, chủ tài khoản ở ngân hàng Crédit Republicain de Paris.
- Elias Koteas trong vai Lionel Shrike, một nhà ảo thuật đã chết đuối khi biểu diễn ba mươi năm trước, và cuối cùng được tiết lộ là bố của Rhodes.

## Nhạc phim
Album nhạc phim chính thức do nhà soạn nhạc Brian Tyler sáng tác và được phát hành vào ngày 28 tháng 5 năm 2013 cả dưới dạng đĩa và tải kỹ thuật số.
| STT              | Nhan đề                                                   | Phổ nhạc             | Thời lượng |
| ---------------- | --------------------------------------------------------- | -------------------- | ---------- |
| 1.               | "Now You See Me"                                          | Brian Tyler          | 5:26       |
| 2.               | "The Four Horsemen"                                       | Brian Tyler          | 3:34       |
| 3.               | "Now You See Me (Reprise)"                                | Brian Tyler          | 1:49       |
| 4.               | "Sun" (Jesse Marco Remix)                                 | Two Door Cinema Club | 4:45       |
| 5.               | "Now You Don't"                                           | Brian Tyler          | 4:21       |
| 6.               | "Entertainment"                                           | Phoenix              | 3:38       |
| 7.               | "Sleight of the Mind"                                     | Brian Tyler          | 4:45       |
| 8.               | "Now You See Me" (Robert DeLong Remix)                    | Brian Tyler          | 3:40       |
| 9.               | "Welcome to the Eye"                                      | Brian Tyler          | 5:49       |
| 10.              | "Codec"                                                   | Zedd                 | 6:01       |
| 11.              | "Cineramascope" (cùng với Trombone Shorty và Corey Henry) | Galactic             | 3:14       |
| 12.              | "Now You See Me" (Spellbound Remix)                       | Brian Tyler          | 4:19       |
| Tổng thời lượng: | Tổng thời lượng:                                          | Tổng thời lượng:     | 51:21      |

## Phát hành

### Phản hồi chuyên môn
Now You See Me nhận được phản hồi ở mức trung bình từ giới chuyên môn, họ ca ngợi dàn diễn viên với hàng loạt các ngôi sao nổi tiếng và cốt truyện lôi cuốn. Chỉ trích phổ biến nhất với bộ phim là có nhiều điểm trong cốt truyện chưa được giải quyết thỏa đáng ở đoạn kết, để lại nhiều câu hỏi chưa được giải đáp hoặc giải đáp không rõ ràng (mặc dù có thể đây là việc làm có chủ ý, để dành chỗ cho một phần tiếp theo sau này). Dựa trên 149 phản hồi từ các nhà phê bình điện ảnh, Rotten Tomatoes cho bộ phim điểm số 50%, lời nhận xét chung của trang này viết "Các nhân vật "mỏng" và cốt truyện rời rạc của Now You See Me phải dựa vào sự khéo léo của bàn tay đạo diễn để làm xao nhãng khán giả".
Peter Hammond của trang Movieline viết "Một bộ phim mùa hè trong sáng đúng chất ảo thuật theo nghĩa đen. Thú vị hơn Ocean's 11, 12, và 13 cộng lại. Bạn sẽ không thể tin vào mắt mình — vấn đề nằm ở chỗ đó".
Các cuộc thăm dò khán giả do CinemaScore tổ chức cho thấy khán giả cho bộ phim điểm A–.

### Doanh thu phòng vé
Mặc dù chỉ nhận được những đánh giá trung bình nhưng bộ phim lại thành công về doanh thu phòng vé. Trong dịp cuối tuần đầu tiên phát hành phim đứng thứ hai tại thị trường Bắc Mỹ sau Fast & Furious 6, thu về $29.350.389 từ 2.925 rạp chiếu. Tính đến ngày 30 tháng 6, phim đã thu về gấp đôi kinh phí sản xuất. Phim tiếp tục đứng trong top 10 doanh thu Bắc Mỹ trong sáu tuần. Tổng cộng, phim thu về $117.723.989 ở Bắc Mỹ và $234.000.000 tại các nước khác, đưa mức doanh thu toàn cầu của phim lên $351.723.989 trong khi kinh phí sản xuất chỉ là $75 triệu.

## Giải trí tại gia
Now You See Me được phát hành trên đĩa DVD và Blu-ray vào ngày 3 tháng 9 năm 2013. Bản Blu-ray có chứa phiên bản mở rộng của phim gồm một cảnh phụ dài 16 phút, nâng tổng thời lượng phim lên 125 phút. Nó cũng chứa hai mục: phía sau hậu trường và "Lịch sử ảo thuật", cộng với 30 phút cảnh bị xóa.